# شهرستان سویر (آرکانزاس)
شهرستان سویر، آرکانزاس (به انگلیسی: Sevier County, Arkansas) شهرستانی در ایالات متحده آمریکا است که در آرکانزاس واقع شده‌است.

## خصوصیات
شهرستان سویر ۱٬۵۰۴٫۷۹ کیلومترمربع مساحت دارد.